# Крейслер Бергонци
«Кре́йслер Берго́нци» — антикварная скрипка, сделанная итальянским скрипичным мастером Карло Бергонци (1683—1747) из Кремоны в промежуток между 1735 и 1740 годами. Считается по звучанию одной из лучших скрипок из всех скрипок работы Бергонци.
Скрипка получила своё имя в честь знаменитого австрийского скрипача Фрица Крейслера. В настоящее время принадлежит норвежскому фонду Dextra Musica, и на правах аренды на ней играет норвежская скрипачка Гуро Клевен Хаген.

## История
Скрипка впервые была зерегистрирована в коллекции графа Игнация Козио, большого коллекционера скрипичных музыкальных инструментов. В 1875 году она была приобретена лондонской компанией William E. Hill & Sons., специализирующейся на продаже и оценке скрипичных инструментов, и впоследствии продана в коллекцию барона Кнопа.
В XX веке владельцем скрипки стал знаменитый австрийский скрипач Фриц Крейслер. Он использовал скрипку более десяти лет как свой главный инструмент, а под конец жизни продал её, как и почти всю свою коллекцию старинных инструментов.
После Крейслера скрипкой владел кубинский скрипач Анхель Рейес, после него — Ицхак Перелман. После Перелмана на «Крейслере Бергонци» играл Рубен Гонсалес — концертмейстер Чикагского симфонического оркестра. В 1995 году инструмент был приобретён коллекционером Дэвидом Фултоном, у которого он находился до 2006 года, после чего скрипка была приобретена норвежским фондом Dextra Musica, которому она принадлежит в настоящее время.
В настоящее время на скрипке на правах аренды играет норвежская скрипачка Гуро Клевен Хаген.

## Современное состояние
Из всех дошедших до нашего времени кремонских инструментов «Крейслер Бергонци» является одной из наиболее хорошо сохранившихся скрипок; сохранился даже оригинальный подбородник и большинство оригинального лака.